# Bloodline (film, 2018)
Pour les articles homonymes, voir Bloodline.
Pour plus de détails, voir Fiche technique et Distribution.
Bloodline est un film américain réalisé par Henry Jacobson, sorti en 2018.

## Synopsis
Une nuit, dans un hôpital aux États-unis, une infirmière qui termine son service, va dans les vestiaires du personnel, se déshabille et se douche. Entendant un bruit, elle se retourne, se fait trancher la gorge et s'écroule.
Trois mois plus tôt : Evan Cole (Seann William Scott) est conseiller d'orientation psychologue. Il reçoit dans son bureau en entretien des élèves ayant des difficultés scolaires et sociales. Il est désabusé par son travail, car la majorité des élèves répondent évasivement à ses questions ou restent mutiques. L'un d'eux se contente d'attendre que le temps passe en le toisant avec mépris. Seul Chris, élève motivé pour poursuivre dans des études scientifiques, mais en difficulté sociale et familiale, semble donner du sens au travail d'Evan.
Lauren (Mariela Garriga), l'épouse d'Evan est enceinte, presque à terme. Evan lui dit que sa mère Marie (Dale Dickey) lui a proposé de venir s'installer chez eux, après l'accouchement, pour assister Lauren. Cette perspective semble ne pas enthousiasmer Lauren. Une nuit Lauren se lève et réveille Evan brusquement, elle va accoucher. À l'hôpital, Lauren accouche d'Andrew. Pendant l'accouchement, Evan semble avoir des moments d'absence, il est paralysé, son regard est fixe, le spectacle auquel il assiste interfèrent avec des souvenirs violents de son passé. Marie arrive dans la chambre d'hôpital, prend Andrew dans ses bras et il se met à pleurer. Lauren essaie de lui donner le sein, mais n'y parvient pas. Une infirmière entre, reproche à Lauren de mal s'y prendre et fait en sorte sans ménagement qu'Andrew tète. Marie et Evan stupéfaits ne disent rien. Une fois l'infirmière partie, Marie exprime son indignation.
La nuit, Evan devient un vigilant aux méthodes violentes.

## Fiche technique
- Titre : Bloodline
- Réalisation : Henry Jacobson
- Scénario : Avra Fox-Lerner, Will Honley et Henry Jacobson
- Musique : Trevor Gureckis
- Photographie : Isaac Bauman
- Montage : Nigel Galt
- Production : Jason Blum, Greg Gilreath, Adam Hendricks et John H. Lang
- Société de production : Divide/Conquer, Mind Hive Films et Blumhouse Productions
- Société de distribution : Momentum Pictures (en) (États-Unis)
- Pays :  États-Unis
- Genre : Policier, horreur et thriller
- Durée : 97 minutes
- Dates de sortie : 
  -  États-Unis : 22 septembre 2018 (Fantastic Fest), 20 septembre 2019
  - France : 29 février 2020 (VOD)
- Classification :
  - France : Interdit aux moins de 12 ans lors de sa sortie en vidéo à la demande mais aux moins de 16 ans à la télévision.

## Distribution
- Seann William Scott : Evan Cole, conseiller d'orientation psychologue
- Mariela Garriga : Lauren Cole, épouse d'Evan
- Dale Dickey : Marie, mère d'Evan
- Christie Herring : Carrie
- Raymond Cham Jr. : Chris
- Nick Boraine (en) : Lou
- Sean H. Scully : Ray
- Matthew Bellows : Charles Henry Cole III
- Leith M. Burke : Mark
- Dusty Sorg : Fred
- Larsen Thompson : Kelly

## Accueil

### Accueil critique
Le film a reçu un accueil mitigé de la critique. Il obtient un score moyen de 50 % sur Metacritic.